# اروال
اروال (به انگلیسی: Arwal) یک منطقهٔ مسکونی در هند است که در بخش اروال واقع شده‌است.